# Onda media

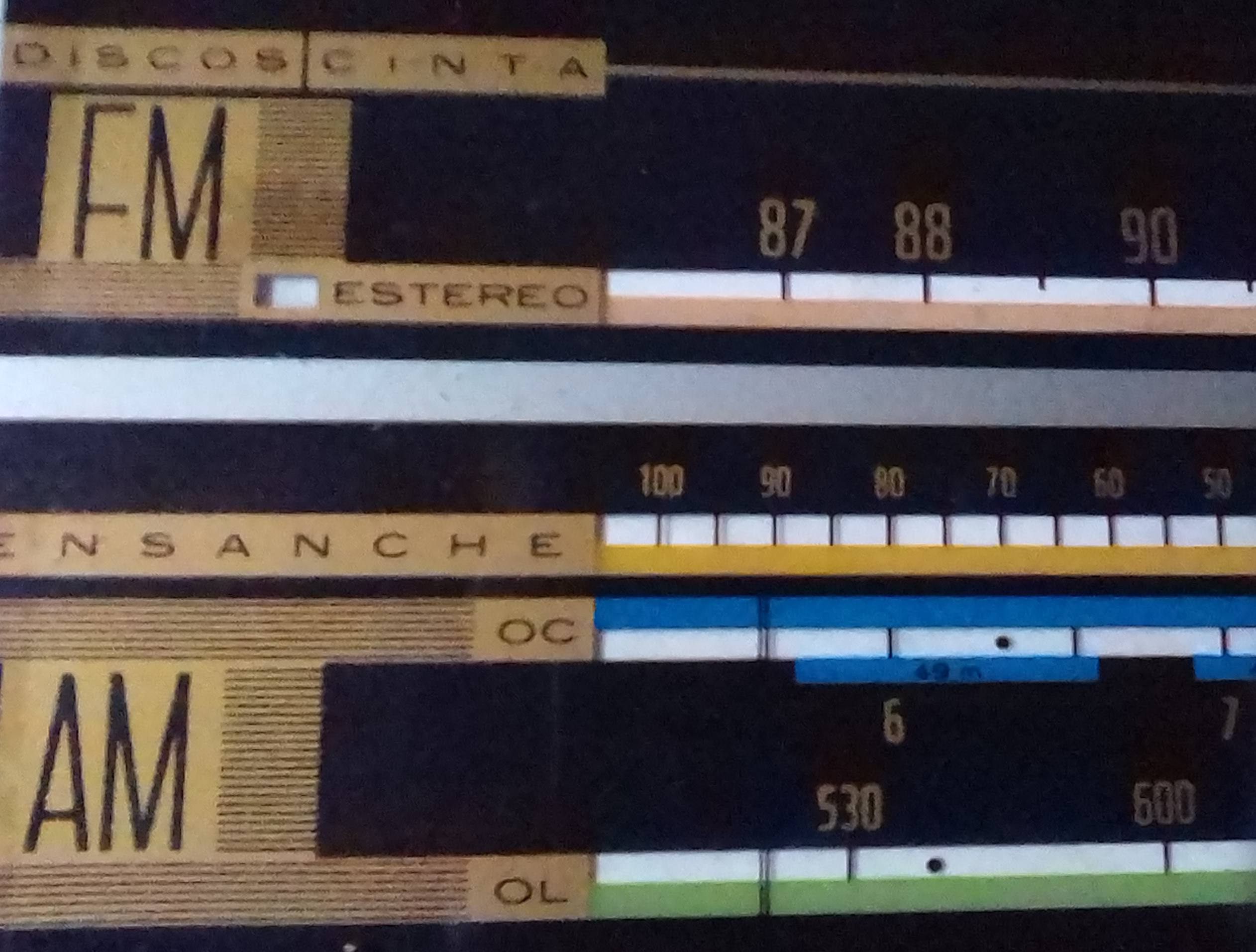
Dial de un radio antiguo en el cual la onda media es señalada como onda larga ("OL") debido a que la onda larga no es empleada para radiodifusión de AM fuera de Europa.

La onda media (OM), citada también como frecuencia media (del inglés medium frequency, MF), es la banda del espectro electromagnético que ocupa el rango de frecuencias de 300 kilohercios a 3 megahercios. El principal uso de esta banda está normalizado por la Unión Internacional de Telecomunicaciones (UIT) para el servicio de radiodifusión sonora terrestre. Por ejemplo, para la Región 2, indica la banda 535kHz-1605kHz. Recientes ampliaciones añaden la sub-banda 1605.5 kHz-1705 kHz. A veces es incorrectamente llamada «onda larga» en Hispanoamérica. Por convenio internacional, en este rango de frecuencias se utiliza la amplitud modulada (AM)  o DRM (Digital Radio Mondiale) en las transmisiones.

## Características de la onda media
El modo de propagación principal en esta banda se efectúa por una onda de superficie, lo que determina la llamada área de servicio primaria. Un segundo modo de propagación es por medio de reflexión en la ionosfera o reflexión ionosférica que produce a su vez una denominada área de servicio secundaria. Dependiendo de la potencia, el área de servicio primaria puede ser desde unos pocos hasta cientos de kilómetros durante el día, y es mayor cuanto más baja es su frecuencia (frecuencias más bajas exigen mayor tamaño de antenas). En la noche, la propagación es mejor que de día, porque desaparece la capa D de la ionósfera que absorbe fuertemente las ondas medias durante las horas de sol.  
Finalmente, es una banda que es sumamente vulnerable al ruido. 
- Al ruido atmosférico (se pueden oír tormentas a varios miles de kilómetros por las ondas).
- Al ruido producido por el hombre.
  - Ejemplos: la PLC, el servicio de acceso a internet vía ADSL, determinados reguladores de tensión de alumbrado, etc.
- Al ruido natural, propio de la ionósfera.

## Sistemas que funcionan con onda media

### Radiodifusión
Desde principios de la radio (ya en los años 1920), las ondas en estas frecuencias se utilizan para la radiodifusión en amplitud modulada (AM) debido a la facilidad con que atraviesan obstáculos y a la relativa sencillez de los equipos de aquella época. 
- En efecto, la estabilidad de los osciladores comienza a plantear serios problemas a partir de los 10 megahercios.
- Por otro lado, en aquellos años los receptores de radio a válvulas termo-iónicas tenían grandes capacidades parásitas, lo que les impedía utilizar frecuencias más altas.
- Las ondas medias fueron progresivamente cayendo en desuso con la llegada de la FM, que por necesitar mucho ancho de banda, fue alojada en la región de frecuencia muy alta, la llamada Banda II, entre los 88 y los 108 megahercios. Las emisoras de onda media suelen albergar contenidos de noticias o información que no requieren excesiva fidelidad del sonido, mientras que las estaciones especializadas en la retransmisión de música se hallan en la FM de frecuencia muy alta.
- Actualmente, las frecuencias en ondas medias están siendo progresivamente reutilizadas para poder transportar audio digital (DRM). 
  - Por ejemplo, Radio France obtuvo en Francia, a partir de 2005, varias frecuencias en onda media que progresivamente están siendo transformadas en emisoras DRM. Poco después, Radio Nacional de España inició sus emisiones experimentales DRM desde su estación emisora de Arganda del Rey (España), en la frecuencia de 1359 kHz.[2]
- Las estaciones de radiodifusión de onda media cubren en Europa y África las frecuencias comprendidas entre 531 y 1602 kHz, en puntos o canales predestinados separados 9 kHz uno de otro. De esta manera, las frecuencias posibles donde ubicar una estación de radiodifusión serían 531, 540, 549, 558, 567, 576, 585... y así hasta 1575, 1584, 1593 y 1602 kHz. Estos canales se establecieron en la Conferencia Administrativa Regional de Radiodifusión por ondas kilométricas y hectométricas celebrada en Ginebra en 1975, entraron en vigor el 23 de noviembre de 1978 y afectaron a todo el mundo salvo América. Hasta entonces, los canales establecidos tenían un kilohercio menos, comenzando en 530, 539, 548... hasta 1583, 1592 y 1601. En América del Norte la separación de canales va de 10 en 10 kHz, y está autorizado el uso de la radiodifusión comercial desde 530, 540, 550, 560, 570, 580... y así hasta la frecuencia de 1680, 1690, 1700 y 1710 kHz.
- Algunos países situados entre el trópico de Cáncer y el trópico de Capricornio están autorizados a instalar servicios de radiodifusión en la banda de 2300 a 2498 kHz, que - aunque en la mayor parte de receptores de consumo masivo, se incluye entre las de onda corta - físicamente pertenece a la onda media por hallarse por debajo de los 3000 kHz.

Frecuencias utilizables en la Onda Media Europea/Australiano (en kHz)
| 522  | 531  | 540  | 549  | 558  | 567  | 576  | 585  | 594  | 603  | 612  | 621  |
| 630  | 639  | 648  | 657  | 666  | 675  | 684  | 693  | 702  | 711  | 720  | 729  |
| 738  | 747  | 756  | 765  | 774  | 783  | 792  | 801  | 810  | 819  | 828  | 837  |
| 846  | 855  | 864  | 873  | 882  | 891  | 900  | 909  | 918  | 927  | 936  | 945  |
| 954  | 963  | 972  | 981  | 990  | 999  | 1008 | 1017 | 1026 | 1035 | 1044 | 1053 |
| 1062 | 1071 | 1080 | 1089 | 1098 | 1107 | 1116 | 1125 | 1134 | 1143 | 1152 | 1161 |
| 1170 | 1179 | 1188 | 1197 | 1206 | 1215 | 1224 | 1233 | 1242 | 1251 | 1260 | 1269 |
| 1278 | 1287 | 1296 | 1305 | 1314 | 1323 | 1332 | 1341 | 1350 | 1359 | 1368 | 1377 |
| 1386 | 1395 | 1404 | 1413 | 1422 | 1431 | 1440 | 1449 | 1458 | 1467 | 1476 | 1485 |
| 1494 | 1503 | 1512 | 1521 | 1530 | 1539 | 1548 | 1557 | 1566 | 1575 | 1584 | 1593 |
| 1602 | 1611 | 1620 |      |      |      |      |      |      |      |      |      |

Frecuencias utilizables en la Onda Media Australiano (en kHz)
| 1611 | 1620 | 1629 | 1638 | 1647 | 1656 | 1665 | 1674 | 1683 | 1692 | 1701 | 1710 |

Frecuencias utilizables en la Onda Media de América (en kHz)
| 530  | 540  | 550  | 560  | 570  | 580  | 590  | 600  | 610  | 620  | 630  | 640  |
| 650  | 660  | 670  | 680  | 690  | 700  | 710  | 720  | 730  | 740  | 750  | 760  |
| 770  | 780  | 790  | 800  | 810  | 820  | 830  | 840  | 850  | 860  | 870  | 880  |
| 890  | 900  | 910  | 920  | 930  | 940  | 950  | 960  | 970  | 980  | 990  | 1000 |
| 1010 | 1020 | 1030 | 1040 | 1050 | 1060 | 1070 | 1080 | 1090 | 1100 | 1110 | 1120 |
| 1130 | 1140 | 1150 | 1160 | 1170 | 1180 | 1190 | 1200 | 1210 | 1220 | 1230 | 1240 |
| 1250 | 1260 | 1270 | 1280 | 1290 | 1300 | 1310 | 1320 | 1330 | 1340 | 1350 | 1360 |
| 1370 | 1380 | 1390 | 1400 | 1410 | 1420 | 1430 | 1440 | 1450 | 1460 | 1470 | 1480 |
| 1490 | 1500 | 1510 | 1520 | 1530 | 1540 | 1550 | 1560 | 1570 | 1580 | 1590 | 1600 |
| 1610 | 1620 | 1630 | 1640 | 1650 | 1660 | 1670 | 1680 | 1690 | 1700 | 1710 |      |

### Radioafición
Los radioaficionados tienen asignada una banda en esta parte del espectro: la banda de 160m, que suele abarcar desde los 1800 hasta los 2000 kHz, dependiendo de los países. A título experimental, se están autorizando estaciones de aficionados alrededor de los 500 kHz (banda de 600 metros) al desaparecer el uso de esa frecuencia para las llamadas de emergencia en el mar.

### Radio ayudas
Entre los 300 y los 500 kHz existen estaciones llamadas radio ayudas o radiofaros, destinadas en origen a orientar al tráfico marítimo y complementadas desde la década de 1940 con otras destinadas a servir de balizas a la aviación. Son las instalaciones denominadas balizas no direccionales (en inglés: non-directional beacons, NDB). Estas emisoras son de funcionamiento automático y emiten cada pocos segundos una combinación de letras en código morse.

### Antenas de ferrita

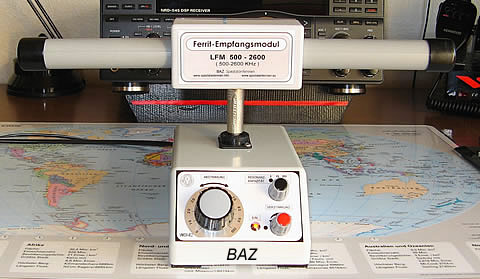
Módulo de antena de ferrita con amplificador de señal.

Una peculiaridad de la radiodifusión en Onda media suele ser la presencia en el interior de los aparatos receptores de una barra, de entre 4 y 20 centímetros de longitud, compuesta de ferrita y alrededor de la cual van enrolladas varias espiras de cable muy fino. Esto da a los aparatos un carácter altamente direccional, que permite al oyente colocarlos de la manera óptima para la escucha con la barra perpendicular al lugar de procedencia de la emisión.